# Trithemis dichroa
Espèce
Statut de conservation UICN

 LC  : Préoccupation mineure
Trithemis dichroa est une espèce d'odonates de la famille des Libellulidae, du genre Trithemis.
C'est une espèce africaine qui a été identifiée dans les pays suivants : Angola, Bénin, Cameroun, Centrafrique, République démocratique du Congo, Côte d'Ivoire, Guinée équatoriale, Ghana, Guinée, Liberia, Mali, Nigeria, Sierra Leone, Soudan, Togo, Ouganda et Zambie.

## Habitat
Zones humides de la zone subtropicale à tropicale, sur les basses terres inondées et forestières, et les marais d'eau douce.